# Záhradská
Záhradská este o arie protejată (arie specială de conservare — SAC, sit de importanță comunitară — SCI) din Slovacia întinsă pe o suprafață de 9,12 ha, integral pe uscat.

## Localizare
Centrul sitului Záhradská este situat la coordonatele 48°49′56″N 17°41′12″E / 48.832222°N 17.686667°E.

## Înființare
Situl Záhradská a fost declarat sit de importanță comunitară în aprilie 2004 pentru a proteja 6 specii de animale. Situl a fost protejat și ca arie specială de conservare în martie 2004.

## Biodiversitate
Situată în ecoregiunea alpină, aria protejată conține 6 habitate naturale: Liziere de ierburi înalte hidrofile de câmpie și de nivel montan până la alpin, Păduri aluvionare cu Alnus glutinosa și Fraxinus excelsior (Alno-Padion, Alnion incanae, Salicion albae), Mlaștini alcaline, Izvoare petrifiante cu formare de travertin (Cratoneurion), Pajiști uscate seminaturale și facies de acoperire cu tufișuri pe substraturi calcaroase (Festuco-Brometalia) (* situri importante pentru orhidee), Fânețe de joasă altitudine (Alopecurus pratensis, Sanguisorba officinalis).
La baza desemnării sitului se află mai multe specii protejate:
- păsări (1): mărăcinar negru (Saxicola torquatus)
- amfibieni (1): izvoraș-cu-burta-galbenă (Bombina variegata)
- nevertebrate (4): Euplagia quadripunctaria, fluturele purpuriu (Lycaena dispar), Vertigo angustior, Vertigo moulinsiana

Pe lângă speciile protejate, pe teritoriul sitului au mai fost identificate 7 specii de plante, 2 specii de amfibieni, 10 specii de mamifere, 1 specie de nevertebrate, 1 specie de pești, 4 specii de reptile.